# Sint-Remigiuskerk (Baarle)

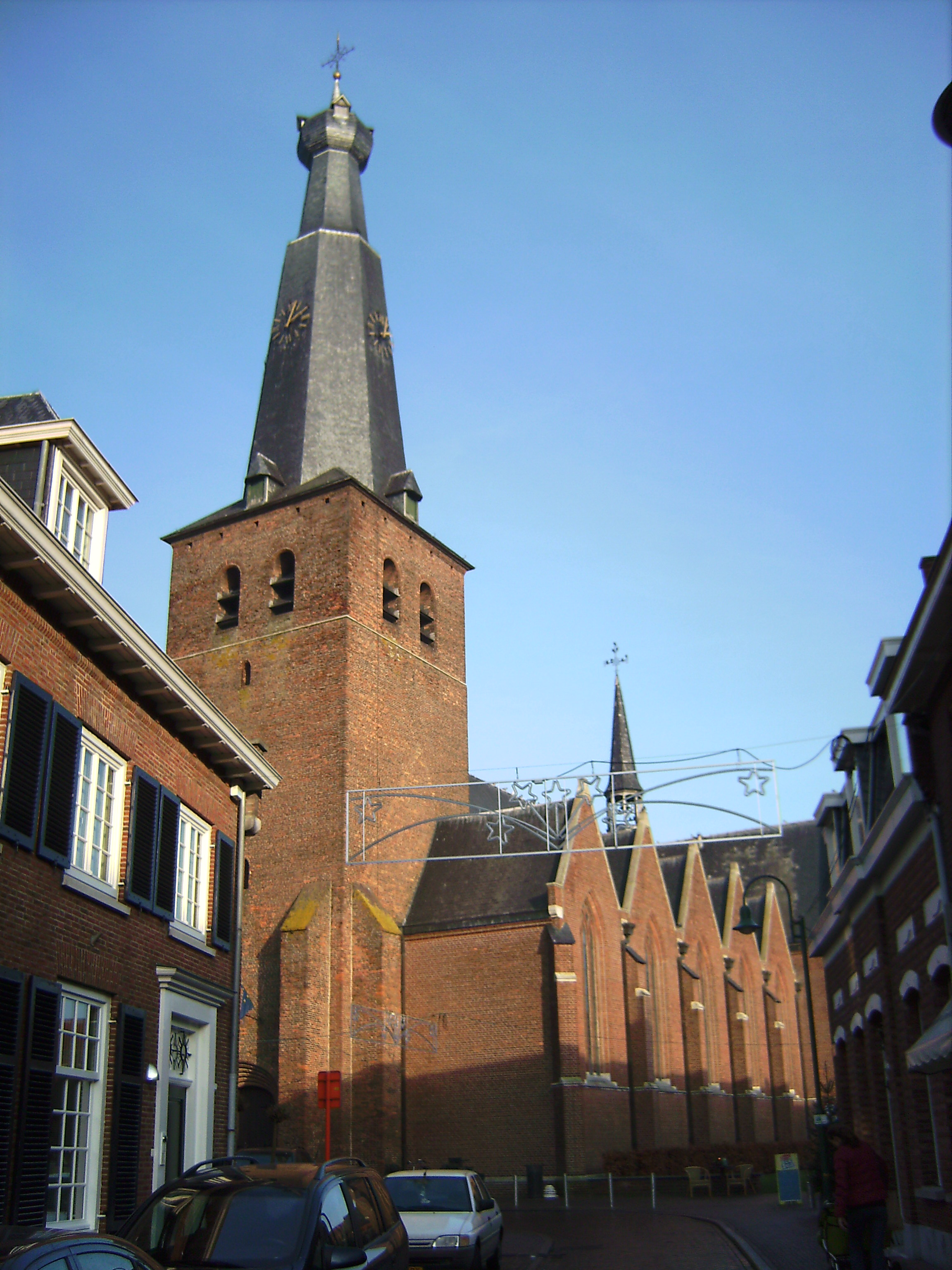

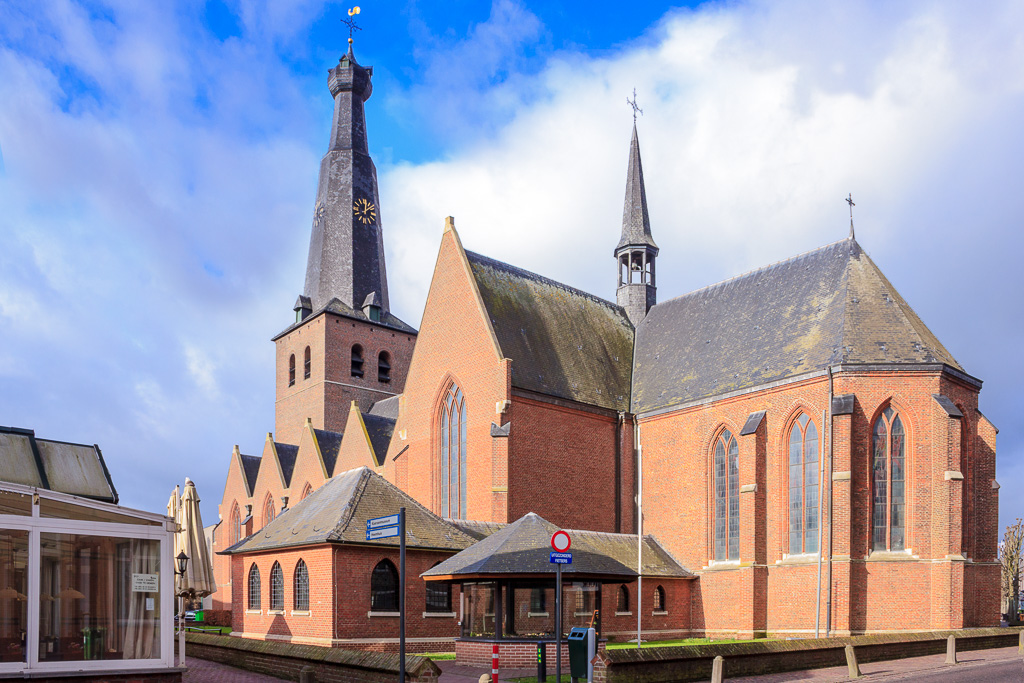
Sint-Remigiuskerk, gezien vanuit de Molenstraat, Baarle-Hertog

De Sint-Remigiuskerk of Belse kerk is een katholiek kerkgebouw in Baarle. Doordat de kerk op een Belgische enclave staat, behoort het dus tot het Antwerpse Baarle-Hertog. De patroonheilige van de kerk is Sint-Remigius, een bisschop uit Reims uit de vijfde en zesde eeuw.
De kerk zou gesticht zijn door Hilsondis, gravin van Strijen en stichteres van de Abdij van Thorn. Zij had grote delen van het huidige West-Brabant in bezit. De Remigiuskerk schonk zij in 992 aan de abdij van Thorn.
De huidige kerk stamt grotendeels uit de eerste helft van de 16e eeuw, maar werd vergroot in  1640. Het is een kenmerkend voorbeeld van de Kempense gotiek, een sobere vorm en in baksteen uitgevoerd. De toren heeft een sobere laatgotische korfbogenportaal en meerdere kleine spitsbogenvensters. Alleen de galmgaten in de bovenste bouwlaag zijn rondbogig – mogelijk jonger. 
De kerk heeft voor de katholieke kapellen uit de regio een belangrijke rol gespeeld in de tijd vlak na de Vrede van Münster (1648). Prins Willem II van Oranje (1626-1650) eiste kort na de Vrede van Münster alle kerken en de kerkelijke goederen op in de Republiek der Zeven Verenigde Nederlanden. Zo werden onder andere de kapellen van Ulicoten en Nijhoven gesloten. De beelden van de kapellen werden ondergebracht in de Sint-Remigiuskerk. De Zuidelijke Nederlanden bleven namelijk katholiek, terwijl voor de Republiek de Nederduits Gereformeerde Kerk (later Nederlandse Hervormde Kerk) de staatskerk werd. Hoewel ook getracht werd om deze kerk in beslag te nemen, wist de toenmalige pastoor Gerardus van Herdegom met de hulp van Amalia van Solms te overtuigen dat de kerk op een Spaanse enclave staat.
Tot 1860 fungeerde de kerk als kerk voor geheel Baarle, dus ook voor de inwoners van Baarle-Nassau. In 1860 ontstond er een ruzie over de salariëring van de pastoor, die beurtelings werd aangewezen door het bisdom Breda en het aartsbisdom Mechelen-Brussel, waartoe toen ook het huidige bisdom Antwerpen behoorde. De inwoners van Baarle-Nassau stichtten een eigen parochie en een eigen kerk, de Onze-Lieve-Vrouw van Bijstandkerk aan de Nieuwstraat.